# Vorik
„Vorik” este un personaj secundar din serialul TV USS Voyager din franciza Star Trek. 
Este interpretat de Alexander Enberg.
Inginer al Flotei Stelare la bordul navei USS Voyager, Vorik este unul dintre cei doi vulcanieni care au supraviețuit sosirii devastatoare în cvadrantul Delta. În cadrul echipajului amestecat de pe Voyager, expertiza inginerească a lui Vorik este surclasată doar de inginerul șef B'Elanna Torres și de lt. Joe Carey.